# 老後の資金がありません
『老後の資金がありません』（ろうごのしきんがありません）は、垣谷美雨による日本の小説、およびそれを原作とするメディアミックス作品。2015年9月25日に中央公論新社から刊行され、のちに2018年3月23日に文庫化された。

## 概要
普通の主婦が老後を豊かに過ごそうと思っていた矢先に、オレオレ詐欺、住宅ローン、娘の結婚、夫のリストラ、それに姑との同居など様々な金難に襲われながらも懸命に奮闘する姿を描く。

## あらすじ
後藤篤子は、夫と二人の子どもを持つ一般的な主婦。節約をモットーとしており、コツコツと老後の生活資金を貯めてきた。
そんなある日、舅が他界し、葬儀費用400万円近くを負担することになる。一気に貯金が目減りして気落ちしている最中、パートの契約が更新されずクビを言い渡されて愕然とする。追い打ちをかけるように、派手婚を望む娘の結婚式の費用もやり繰りせねばならなくなり、さらには夫の勤務先が倒産し失業という事態に陥る。茫然自失のなか、浪費癖のある高級志向の姑と同居することになった。

## 書誌情報
- 単行本：2015年9月25日発売、中央公論新社、ISBN 978-4-12-004765-7
- 文庫本：2018年3月23日発売、中公文庫、ISBN 978-4-12-206557-4

## 映画
『老後の資金がありません!』（ろうごのしきんがありません!）のタイトルで、2021年10月30日に公開 。監督は前田哲、主演は長編映画で19年ぶりの単独主演となる天海祐希。

### キャスト
後藤篤子〈53〉
演 - 天海祐希
主人公。老後に備えて生活資金をコツコツと貯えてきたが、家計に無頓着な夫、結婚資金の援助を当たり前のように無心する娘、舅の葬儀代、未だ浪費癖の抜けない姑に振り回され、出費は嵩むばかりで気苦労が絶えない。家電量販店でパート勤務をしながら生計を支えていたが、契約を更新されず失業してしまう。
後藤章〈56〉
演 - 松重豊
篤子の夫。金銭面に疎く、自分たちの老後の資金となる預貯金額も把握していなかったが、退職金で何とかなるだろうと高を括っていた。しかし、定年間近という年齢になって会社が倒産、失業に陥っている。見栄っ張りな面がある。
後藤まゆみ〈25〉
演 - 新川優愛
後藤家の長女。ヘヴィメタルバンドで活動している恋人の琢磨を突然連れてきて両親に紹介し、結婚を宣言する。挙式・披露宴は派手婚を望んでおり、その費用の援助を両親に申し入れる。
後藤勇人〈23〉
演 - 瀬戸利樹
後藤家の長男。大学生。しっかり者で、考えが浅く自由奔放な姉の我儘に困惑する母をさりげなくフォローする。
松平琢磨〈30〉
演 - 加藤諒
まゆみの恋人。ヘヴィメタルのバンドで活動している。V系を意識したハードな衣装とヘアスタイルで決めている。
神田サツキ〈51〉
演 - 柴田理恵
篤子の友人。脱サラした夫とパン屋を開業している。
桜井志津子〈52〉
演 - 若村麻由美
章の妹。インテリ主婦。両親にかかる費用負担について正論を振りかざして篤子と対立する。
桜井秀典〈51〉
演 - 石井正則
志津子の夫。高給取りで妻同様インテリ。篤子と志津子の対立に参戦する。
本間
演 - 友近
篤子の舅の葬儀を請け負った葬儀社のベテラン社員。
城ヶ崎君彦
演 - クリス松村
篤子が通っているヨガ教室の講師。ユニセックスな雰囲気を纏うセレブ。
レイナ
演 - 高橋メアリージュン
シェアハウスに住むシングルマザーのキャバ嬢。
松平金造〈60〉
演 - 佐々木健介
琢磨の父。宇都宮で餃子チェーン店を展開している。地元では有名な実業家。
松平美和〈58〉
演 - 北斗晶
琢磨の母。赤貧時代から夫と支え合って事業を拡大し、成功を収めた。
荻原博子（経済ジャーナリスト）
演 - 荻原博子 ※本人役
経済ジャーナリスト。老後資金に関する著書も多く、雑誌でコラムを多数連載するほか、テレビなどでコメンテーターとしても出演している。
太平〈75〉
演 - 竜雷太
篤子の父。西伊豆でスイカ農家を営んでいた。75歳にしてサーファーに転身する。妻と悠々自適な老後を満喫している。
波子〈72〉
演 - 藤田弓子
篤子の母。夫と共にサーフィンを始めた。大らかで天真爛漫な性格。
大泉健三〈85〉
演 - 毒蝮三太夫
サツキの父。偏屈な性格でしばしばサツキを困らせる。
天馬
演 - 哀川翔
章と同じ大学の出身で会社の元同期。独立して起業し、社長を務めている。天馬に対して章は羨望とも嫉妬ともとれる複雑な思いを抱く。
森口
演 - 三谷幸喜
区役所に勤務する公務員。
後藤芳乃〈80〉
演 - 草笛光子
章の母。老舗和菓子屋に嫁ぎ、不自由なく裕福な生活を送ってきた。店を畳んでからも浪費癖が抜けない上に高級志向の生活を送る。貯金は無いに等しいが、知人らには大判振る舞いをしたがる。芳乃自身は至って悪気はないため、その天然ぶりに篤子は頭を抱えることになる。
他
演 - 六平直政、綾田俊樹、富田望生、神保悟志、どんぐり、副島淳、スリムクラブ、ピスタチオ、鈴木晋介、小野花梨、ぎたろー ほか

### スタッフ（映画）
- 原作：垣谷美雨『老後の資金がありません』（中公文庫）
- 監督：前田哲
- 脚本：斉藤ひろし
- 音楽：富貴晴美
- 主題歌：氷川きよし「Happy!」（日本コロムビア）[5][6]
- 劇中歌：SEX MACHINEGUNS「The grave」（カナメイシレコード）[8]
- 企画プロデュース：平野隆
- プロデューサー：岡田有正、下田淳行
- 共同プロデューサー：大脇拓郎、原公夫
- アソシエイトプロデューサー：吉原裕幸、松下ひろみ
- 金融監修：前田晃介
- 配給：東映
- 制作：ツインズジャパン
- 製作：映画『老後の資金がありません！』製作委員会（TBSテレビ、東映、ジェイアール東日本企画、ツインズジャパン、毎日放送、CBCテレビ、TBSラジオ、WOWOW、RKB毎日放送、読売新聞東京本社、トーハン、TCエンタテインメント、北海道放送、静岡放送、東北放送、中国放送、RSK山陽放送、中央公論新社、日本出版販売、新潟放送）

### 受賞歴（映画）
- 第45回日本アカデミー賞[9]
  - 優秀主演女優賞 - 天海祐希
- 第34回日刊スポーツ映画大賞・石原裕次郎賞[10]
  - 主演女優賞 - 天海祐希

### 地上波テレビ放送
視聴率はいずれもビデオリサーチ調べ、関東地区・平均世帯・リアルタイム。
| 回数 | 放送日        | 放送時間      | 放送局    | 視聴率 | 備考         |
| ---- | ------------- | ------------- | --------- | ------ | ------------ |
| 1    | 2024年6月15日 | 15:30 - 17:30 | TBSテレビ | 6.0%   | 関東ローカル |

## 舞台
『喜劇 老後の資金がありません』（きげき ろうごのしきんがありません）のタイトルで、2021年8月13日から26日まで新橋演舞場、9月1日から15日まで大阪松竹座で上演された。その後、2023年1月14日から28日まで南座、2月1日から19日まで新橋演舞場にて再演された。

### キャスト（舞台）
- 後藤篤子：渡辺えり
- 後藤章：羽場裕一
- 後藤芳子：長谷川稀世
- 後藤さやか：多岐川華子
- 後藤勇人：原嘉孝
- 城ヶ崎快斗：松本幸大（ジャニーズJr.）
- 関根文乃：明星真由美
- 櫻堂志々子：一色采子
- 神田克也：宇梶剛士
- 神田サツキ：高畑淳子（2021年）/ 室井滋（2023年）

### スタッフ（舞台）
- 原作：垣谷美雨『老後の資金がありません』（中公文庫）
- 脚色・演出：マギー